# Kirche Agios Andreas (Ermioni)

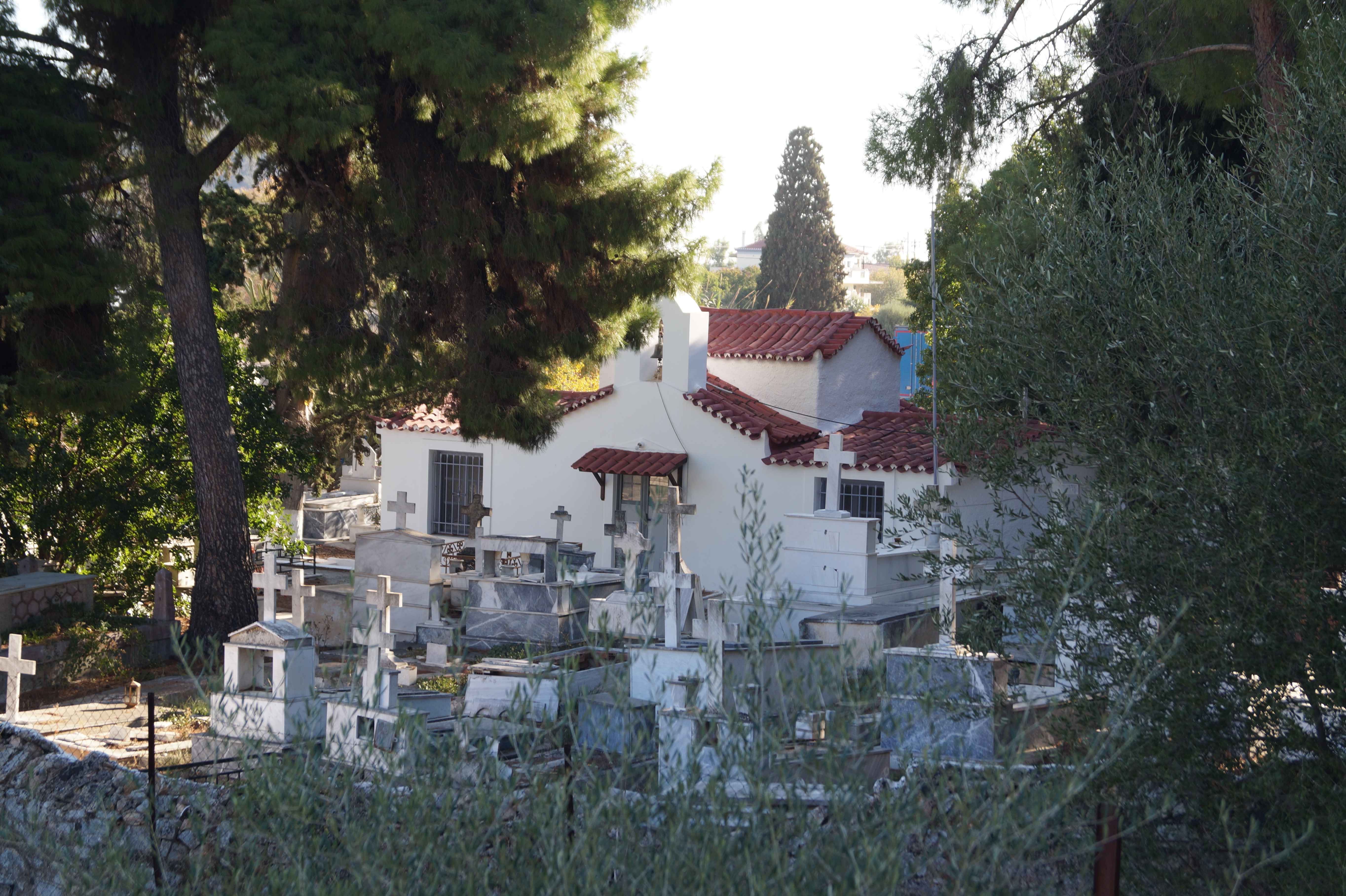
Kirche Agios Andreas in Ermioni, Blick von Westen

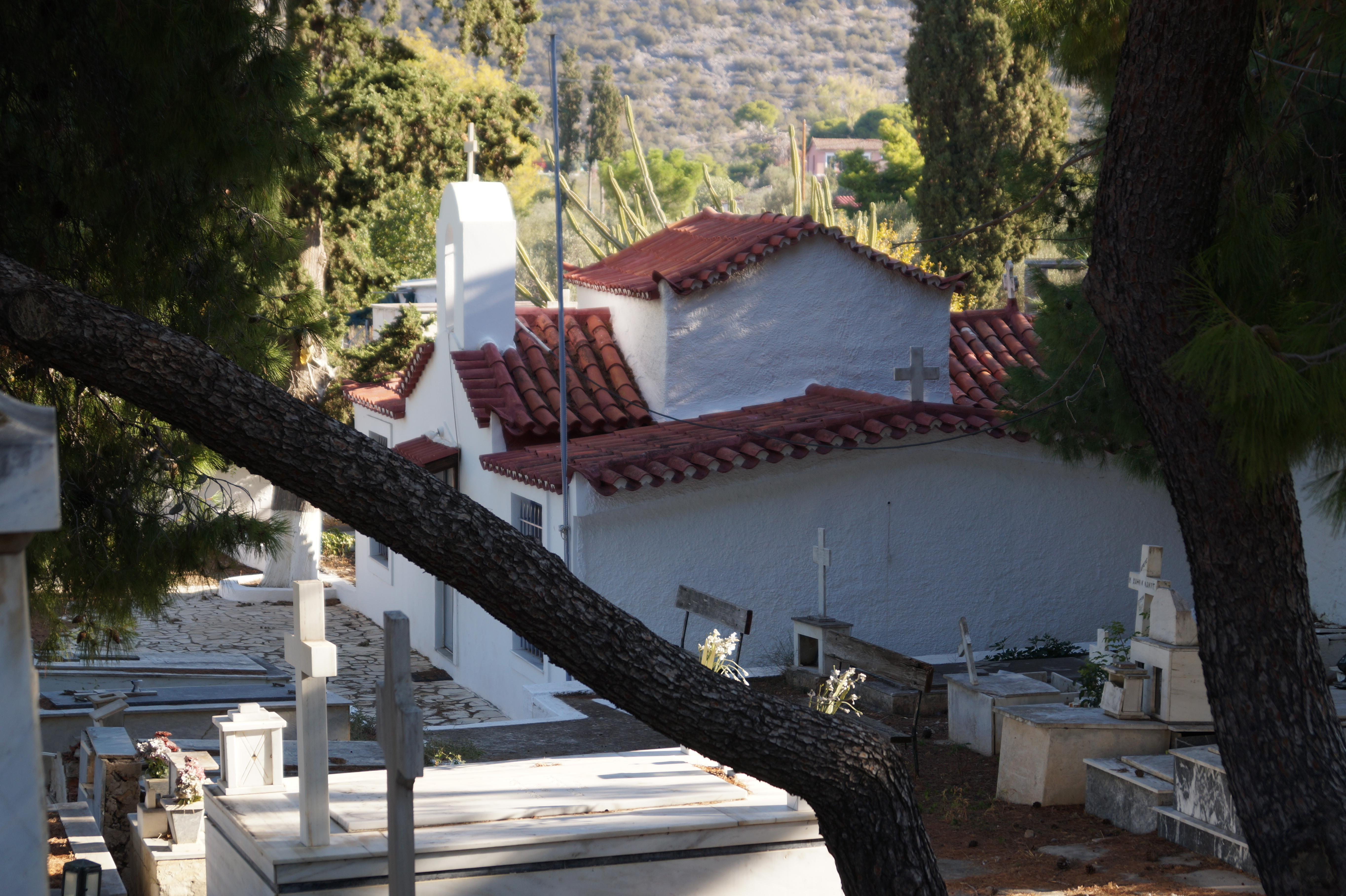
Kirche Agios Andreas in Ermioni, Blick von Süden

Agios Andreas (griechisch Άγιος Ανδρέας (m. sg.)) ist eine Kirche auf dem alten Friedhof von Ermioni. Es handelt sich um eine spätbyzantinische Dachtranseptkirche. Nach der Einteilung des Bauforschers Anastasios Orlandos entspricht sie dem Typ A1. Sie ist zu Ehren des Apostels Andreas geweiht.

## Beschreibung
Die Kirche steht nördlich der Straße, die vom nördlichen Hafen Ermionis nach Kranidi führt, etwa 160 m westlich der alten Ölmühle. Es ist eine einschiffige Kirche mit rechteckigem Naos, Eingang im Westen und halbrunder Apsis. Sie ist 6,15 m lang 4,33 m breit und 3,63 m hoch. Wie für frühe Kirchen dieses Typs üblich besteht zwischen diesen Maßen ein einfaches Verhältnis:
```
B : L = 1 : 

  

    

      

        

          

            
2

          

        

      

    

    
{\displaystyle {\sqrt {2}}}

  

H : L = 3 : 5
```

Die Länge entspricht ziemlich genau 20 Fuß und die Höhe 12 Fuß, was darauf schließen lässt, dass dies das Grundmaß der Bauherren war. Wie bei allen Dachtranseptkirchen ist der Naos mit einem Tonnengewölbe überdacht, dass durch eine Quertonne, die höher liegt unterbrochen ist. Hierbei ist die Osttonne etwas niedriger als die Westtonne. Die Glockenarkade befindet sich über dem Eingang.
Die Datierung der Kirche erfolgte über die Architekturelemente. So deuten die breite, ausladende Apsis und die Beleuchtung nur durch Eingang und Apsisöffnung auf eine Entstehungszeit im 13. oder 14. Jahrhundert. Auch die horizontalen Sägezahnfriese an der Apsis und am südlichen Dachtransept deuten auf eine frühe Bauzeit hin. Nach Hanns Michael Küpper wurde sie Mitte des 14. Jahrhunderts oder Ende des 13. Jahrhunderts errichtet. Bei der Widmung an den Apostel Andreas handelt sich um ein seltenes Patrozinium bei diesem Kirchentyp, nur eine Kirche in Kranidi ist auch diesem Heiligen geweiht. Dachtranseptkirchen mit seltenen Patrozinien sind oft anzutreffen.
Die Kirche verfügt über keine Fresken. Im 20. Jahrhundert wurde die Kirche mit Prothesiskonche, Glockenarkade und Templon versehen. Auch die Anbauten im Norden und Süden stammen aus jüngster Zeit.